# Subhash Kak
Subhash Kak (सुभाष काक Subhāṣ Kāk) (Kasmír, Szrinagar, 1947. március 26. –) indiai-amerikai szimbolista költő, író, fizikus. Publikációi kvantuminformáció, kriptográfia, történelem, tudományfilozófia, csillagászat-történet valamint matematikatörténet tárgykörökből kerültek ki.

## Könyvei
- Patanjali and Cognitive Science (1987)
- India at Century's End, South Asia Books / Voice of India (1994) ISBN 81-85990-14-X
- Georg Feuerstein, Subhash Kak, David Frawley, In Search of the Cradle of Civilization, Ill: Quest Books (1995, 2001) ISBN 0-8356-0741-0
- The Astronomical Code of the Rigveda; Munshiram Manoharlal Publishers Pvt. Ltd (2000), ISBN 81-215-0986-6
- Computing Science in Ancient India; Munshiram Manoharlal Publishers Pvt. Ltd (2001)
- The Wishing Tree: The Presence and Promise of India, Munshiram Manoharlal Publishers Pvt. Ltd (2001), ISBN 81-215-1032-5
- The Gods Within: Mind, Consciousness and the Vedic Tradition, Munshiram Manoharlal Publishers Pvt. Ltd. (2002) ISBN 81-215-1063-5
- The Asvamedha: The Rite and Its Logic, Motilal Banarsidass Publishers, (2002) ISBN 81-208-1877-6
- The Nature of Physical Reality, Peter Lang Pub Inc, 1986, ISBN 0-8204-0310-5
- "The Prajna Sutra: Aphorisms of Intuition", 2003
- The Architecture of Knowledge: Quantam Mechanics, Neuroscience, Computers and Consciousness, Manohar Pubns, 2004, ISBN 81-87586-12-5
- "Recursionism and Reality: Representing and Understanding the World", 2005
- Advances in Communications and Signal Processing, Springer-Verlag, 1989 (W.A. Porterrel)
- Advances in Computing and Control, Springer-Verlag, 1989 (W.A. Porterrel és J.L. Aravenaval)

### Verseskötetei
- The Conductor of the Dead, Writers Workshop (1973) ASIN: B0007AGFHA
- The London Bridge, Writers Workshop, Kolkata, 1977
- The secrets of Ishbar: Poems on Kashmir and other landscapes, Vitasta (1996) ISBN 81-86588-02-7